# Sedimento pelágico
Sedimento pelágico é um sedimento de granulação fina que se acumula como resultado da deposição de partículas no assoalho oceânico sob águas profundas e áreas distantes dos continentes. Essas partículas consistem principalmente de (1) carapaças de carbonato de cálcio ou sílica biogênica secretadas por microorganismos (fitoplâncton e zooplâncton), (2) sedimentos siliciclásticos de tamanho argila ou (3) uma mistura das duas fontes anteriores. Quantidades traço de poeira cósmica e de cinzas vulcânicas também podem ocorrer em sedimentos pelágicos. Baseado na composição de partículas, existem três categorias de sedimento pelágico: vazas silicosas, vazas calcárias e argilas vermelhas.
A composição do sedimento pelágico é controlada por três fatores principais. O primeiro fator é a distância das grandes massas continentais, a qual afeta a diluição por sedimentos terrígenos (derivados do continente). O segundo fator é a profundidade, a qual afeta a preservação das partículas biogênicas (sílica e carbonato de cálcio) que chegam ao fundo oceânico. O último fator é a fertilidade da coluna de água que controla a quantidade de partículas biogênicas produzidas na superfície.

## Vazas
No caso de sedimentos marinhos, o termo vaza não se refere à consistência do sedimento, mas sim à sua composição química/mineralógica que é um reflexo direto da sua origem. Vaza é um sedimento pelágico constituído por, pelo menos, 30% de restos microscópicos de carbonato de cálcio ou sílica de organismos planctônicos. O percentual restante, tipicamente, consiste quase que inteiramente de argilo-minerais. Como resultado, a granulometria das vazas é normalmente bimodal com uma fração biogênica bem definida de tamanho silte a areia e outra fração siliciclástica de tamanho argila. Vazas podem ser definidas e classificadas de acordo com o organismo predominante que às compõem. Por exemplo, existem vazas de diatomáceas, cocolitoforídeos, foraminíferos, pterópodos e radiolários. De acordo com a sua mineralogia, as vazas também podem ser classificadas em calcárias e silicosas. Independente da sua composição, todas as vazas acumulam-se no assoalho oceânico muito lentamente e suas taxas de deposição estão na ordem de milímetros por milênio.
Vazas calcárias são compostas por, pelo menos, 30% de conchas microscópicas de carbonato de cálcio (também conhecidas como testas) secretadas por foraminíferos, cocolitoforídeos e pterópodos. Em termos de área de distribuição, vazas calcárias são o sedimento marinho pelágico mais comumente encontrado, cobrindo quase 48% do leito marinho em áreas de oceano profundo. Esse tipo de vaza se deposita no assoalho oceânico em profundidades acima da profundidade de compensação dos carbonatos. Apresenta taxa de deposição superior a de outros tipos de sedimento pelágico, variando entre 3 e 5 mm/1000 anos.
Vazas silicosas são compostas por, pelo menos, 30% de carapaças de sílica secretadas por organismos planctônicos, tais como diatomáceas e radiolários. Normalmente podem apresentar proporções menores de espículas de esponjas e/ou carapaças de silicoflagelados. Sua distribuição está limitada a áreas oceânicas com alta produtividade biológica na coluna de água, como o Oceano Austral e zonas de ressurgência no Oceano Pacífico Norte e Equatorial. É o tipo menos comum de sedimento pelágico, cobrindo menos de 15% do oceano profundo global. Sua taxa de deposição é inferior à das vazas calcárias, variando entre 2 e 10 mm/1000 anos.

## Argilas vermelhas
Argila vermelha, também conhecida como argila pelágica, se deposita nas áreas mais profundas e remotas do oceano. Este tipo de sedimento cobre 38% do fundo oceânico e apresenta as menores taxas de deposição entre todos os tipos de sedimento, variando entre 1 e 5 mm/1000 anos. Contendo menos de 30% de material biogênico, consiste no sedimento restante após a dissolução das partículas carbonato de cálcio e sílica biogênica que não são preservadas na interface água-sedimento. Esses sedimentos consistem em quartzos eólicos, argilo-minerais, cinzas vulcânicas e minerais autigênicos (ex.: zeólitas, limonita e óxidos de manganês). A maior parte das argilas vermelhas consiste em poeira eólica. Constituintes acessórios encontrados nas argilas vermelhas incluem poeira cósmica, ossículos e dentes de peixes, ossículos de ouvidos de baleias e micronódulos de manganês.
Esses sedimentos pelágicos apresentam coloração típica que vai de vermelho a marrom. A coloração é resultado de camadas de óxidos de ferro e manganês que recobrem as partículas de sedimento. Na ausência de matéria orgânica sedimentar, o ferro e o manganês permanecem no seu estado oxidado e as partículas de argila mantêm sua cor marrom após o soterramento. Quando enterradas mais profundamente, as partículas marrom podem se tornar vermelhas devido à conversão de hidróxidos de ferro em hematita.
Esses sedimentos se depositam no assoalho oceânico em áreas caracterizadas por baixa produção planctônica na superfície. As argilas vermelhas são transportadas para o oceano profundo em suspensão tanto na atmosfera quanto na coluna de água do oceano. Correntes atmosféricas e marinhas são capazes de transportar partículas de sedimento em suspensão por milhares de quilômetros a partir da fonte terrígena. As partículas mais finas de argila podem permanecer em suspensão na coluna de água por centenas de anos antes de se depositarem no fundo oceânico. A deposição dessas partículas finas ocorre principalmente pela formação de agregados argilosos por floculação e secundariamente pela incorporação em pelotas fecais de organismos do zooplâncton.

## Distribuição e espessura média dos sedimentos marinhos
| Região                 | Área do Oceano | Volume Total de Sedimento Marinho | Espessura Média da Camada de Sedimento |
| ---------------------- | -------------- | --------------------------------- | -------------------------------------- |
| Plataforma continental | 9%             | 15%                               | 2,5 km                                 |
| Talude continental     | 6%             | 41%                               | 9 km                                   |
| Elevação continental   | 6%             | 31%                               | 8 km                                   |
| Bacia oceânica         | 78%            | 13%                               | 0,6 km                                 |

## Classificação do sedimento marinho conforme a sua origem geoquímica
| Tipo de Sedimento | Fonte                                                                          | Exemplos                                           | Distribuição                                                                      | Área de Cobertura no Assoalho Oceânico |
| ----------------- | ------------------------------------------------------------------------------ | -------------------------------------------------- | --------------------------------------------------------------------------------- | -------------------------------------- |
| Terrígeno         | Erosão continental, erupção vulcânica, poeira eólica                           | Areia quartzosa, argila vermelha, lama estuarina   | Margens continentais, planícies abissais, assoalhos marinhos polares              | ~45%                                   |
| Biógeno           | Orgânica, partes duras de organismos marinhos                                  | Vazas calcárias e silicosas                        | Dominante no assoalho do oceano profundo                                          | ~55%                                   |
| Hidrógeno         | Precipitação de minerais dissolvidos na coluna de água ou na água intersticial | Nódulos de ferro-manganês, depósitos de fosforitos | Planícies abissais no Pacífico Sul                                                | <1%                                    |
| Cosmógeno         | Poeira cósmica, detritos de meteoritos                                         | Tectitos, esférulas de ferro siderítico            | Componente menor do sedimento marinho próximo a campos de dispersão de meteoritos | <1%                                    |